# Eileen A. Lacey
Eileen Anne Lacey (* 21. Februar 1961 in Aurora, Illinois) ist eine US-amerikanische Mammalogin und Verhaltensökologin.

## Leben
Eileen A. Lacey wuchs in einem Vorort von Chicago auf. Als junge Frau führte sie frühe Verhaltensstudien über die Wanzenart Boisea trivittata sowie über Schnecken und Asseln durch. Um ihr Interesse an der Verhaltensbiologie zu vertiefen, schrieb sich Lacey an der Cornell University ein, wo sie 1983 einen Bachelor-Abschluss in Neurowissenschaften und Verhalten erhielt. Während ihres Studiums in Cornell untersuchte Lacey die soziale Struktur von Nacktmullkolonien in Gefangenschaft, ein Projekt, das den Grundstein für einen Großteil ihrer Forschungskarriere legte. 
1986 graduierte Lacey zum Master of Science und 1991 wurde sie mit der Dissertation Reproductive and dispersal strategies of male arctic ground squirrels (Spermophilus parryii plesius) unter der Leitung von Richard D. Alexander zum Ph.D. an der University of Michigan in Ökologie und Biologie promoviert wurde. Dafür reiste sie an den südwestlichen Yukon River, um die adaptiven Grundlagen für die Tötung von Jungtieren bei arktischen Erdhörnchen zu untersuchen. Während ihres Studiums besuchte Lacey die Säugetiersammlung des Zoologischen Museums der University of Michigan und war zweimal studentische Lehrkraft im Lehrgang für Mammalogie von Philip Myers. 
Von 1992 bis 1994 war Lacey Postdoc-Stipendiatin an der University of California, Davis und von 1994 bis 1996 Miller-Stipendiatin bei James L. Patton an der University of California, Berkeley. Im Jahr 1996 wurde sie zum Assistant Professor für Integrative Biologie und Assistenzkuratorin für Säugetiere im Museum of Vertebrate Zoology an der University of California, Berkeley. 
Laceys Forschungsschwerpunkte sind die Ökologie und Evolution des Sozialverhaltens bei Säugetieren, mit Schwerpunkt auf unterirdisch lebenden Nagetieren. Sie betrieb mehr als 25 Jahre Feldforschung in Argentinien, Uruguay und Chile zur Charakterisierung der Verhaltensbiologie von Kammratten und Trugratten und lieferte die ersten Beschreibungen des Sozialverhaltens für mehrere Arten dieser Gattungen. 
Lacey hat mehrere Buchkapitel verfasst oder mitverfasst, darunter Beiträge zu The Biology of the Naked Mole-rat (1991) von Paul W. Sherman, Jennifer U.M. Jarvis und Richard D. Alexander, Rodent Societies: An Ecological and Evolutionary Perspective (2007) von Jerry O. Wolff und Paul W. Sherman, Biology of Caviomorph Rodents: Diversity and Evolution (2015) von Aldo I. Vassalli und Daniel Antenucci, Subterranean Rodents (2007) von Sabine Begall, Hynek Burda und Cristian E. Schleich sowie Sociobiology of Caviomorph Rodents: An Integrative Approach (2016) von Luis A. Ebensperger und Loren D. Hayes.
Im Jahr 2000 war Lacey Mitherausgeberin (mit James L. Patton und Guy N. Cameron) von Life underground: the biology of subterranean rodents. Sie ist seit 1986 Mitglied der American Society of Mammalogists (ASM) und wurde später Mitglied auf Lebenszeit. Von 2002 bis 2009 war sie Mitglied des Verwaltungsrats, von 2009 bis 2012 Vizepräsidentin, von 2012 bis 2014 designierte Präsidentin und von 2014 bis 2016 war sie Präsidentin der ASM. 
Sie war Mitglied des Ausschusses für Systematische Sammlungen, dem Fördermittelausschuss, dem Ausschuss für Bildung und Doktoranden, dem Programmkomitee sowie stellvertretende Herausgeberin und Redakteurin für das Journal of Mammalogy. In Bezug auf andere Fachgesellschaften war sie Delegierte bei der International Federation of Mammalogists und Mitglied des Fördermittelausschusses der Animal Behavior Society. Sie war Mitglied mehrerer Gremien der National Science Foundation und des Redaktionsausschusses für die Veröffentlichungen der University of California in Zoologie. 
In Berkeley ist Lacey stellvertretende Direktorin des Museum of Vertebrate Zoology sowie Fakultätsdirektorin für das Hastings Natural History Reserve. Sie ist Fellow der California Academy of Sciences.